# حيز مربعي
الحيز المربعي (بالإنجليزية: Quadrangular space)‏ هو حيز تشريحي يشكل جزءًا من الحيز الإبطي بالاشتراك مع الحيز المثلثي والفاصل المثلثي.

## التركيب
الحيز المربعي هو واحد من الثلاثة التي تكون الحيز الإبطي الكبير.

### الحدود
يتحدد الحيز المربعي بالآتي:
- علويًا: العضلة المدورة الصغيرة.[3][4]
- سفليًا: العضلة المدورة الكبيرة.[3]
- إنسيًا: الرأس الطويلة للعضلة الثلاثية الرؤوس العضدية.[3]
- وحشيًا: عنق العضد الجراحي.[3]
- أماميًا: عضلة تحت الكتف.

### محتوى الحيز
يمر عبر ذلك الحيز العصب الإبطي والشريان المنعطف العضدي الخلفي.